# Jarosław Romańczuk
Jarosław Romańczuk (biał. Яраслаў Чэслававіч Раманчук; Jarasłau Czesławawicz Ramanczuk; ur. 10 stycznia 1966 w Sopoćkiniach) – białoruski polityk i ekonomista narodowości polskiej, założyciel i przewodniczący Centrum Naukowo–Badawczego im. Misesa, wiceprzewodniczący Zjednoczonej Partii Obywatelskiej, kandydat na prezydenta Białorusi w wyborach 2010. Jest członkiem liberalnego Stowarzyszenia Mont Pelerin.

## Życiorys
Ukończył Miński Państwowy Uniwersytet Lingwistyczny. Później kształcił się przy Wydziale Ekonomii Białoruskiego Uniwersytetu Państwowego. Napisał pracę magisterską na temat transformacji gospodarczej w krajach Europy Wschodniej.
Po 1990 pracował jako wykładowca, dziennikarz, dyrektor przedsiębiorstwa oraz analityk. Był głównym specjalistą Komisji Polityki Gospodarczej i Reform Rady Najwyższej Białorusi XIII kadencji (1995–1996).
Pracował jako analityk ekonomiczny w „Biełorusskiej Gaziecie” oraz zastępca jej redaktora naczelnego. Obecnie jest prezesem Centrum Naukowo-Badawczego im. Misesa oraz Centrum Analiz „Stratehija” (od lutego 2002).
Jest zwolennikiem szkoły austriackiej. W działalności naukowej zajmuje się głównie teorią transformacji społeczno-ekonomicznej, poświęca też sporo uwagi integracji europejskiej i współpracy krajów postkomunistycznych. Opowiada się za wstąpieniem Białorusi do Unii Europejskiej.
Należy do Mont Pelerin Society. Jest członkiem International Society For Individual Liberty oraz laureatem jej Nagrody Wolności z 2003 r. Był wyróżniany także nagrodą Atlas Economic Research Foundation (2006–2007) oraz nagrodą im. sir Anthony’ego Fishera. Ma w swym dorobku ponad 900 publikacji na tematy ekonomiczne.
Od marca 2000 pełni funkcję wiceprzewodniczącego Zjednoczonej Partii Obywatelskiej, gdzie odpowiada za stosunki międzynarodowe, program społeczno-gospodarczy oraz strategię rozwoju kraju. Przygotował alternatywne projekty ustaw z dziedziny systemu podatkowego i emerytalnego, reformy administracyjnej, prywatyzacji oraz ochrony zdrowia.
Startował w wyborach parlamentarnych z 2008 roku w okręgu Grodno–Północ, gdzie uzyskał według oficjalnych danych 33% głosów. Był to najlepszy wynik kandydata opozycji spośród 110 okręgów wyborczych. Nie dostał się do parlamentu, mimo to wszedł w skład rządowej grupy roboczej ds. rozwoju wizerunku kraju.
Jest członkiem Związku Polaków na Białorusi.

## Udział w wyborach prezydenckich w 2010 roku i w wydarzeniach po nich
W maju 2010 został kandydatem Zjednoczonej Partii Obywatelskiej na urząd prezydenta.
Jarosław Romańczuk wraz ze swoim sztabem uczestniczył w demonstracji w Mińsku przeciwko sfałszowaniu wyników wyborów prezydenckich 19 grudnia 2010 roku. Na placu Październikowym wystąpił przed tłumem. Następnie, gdy ze strony innych kandydatów padła propozycja, by przejść na plac Niepodległości, na początku był jej przeciwny, w końcu jednak zdecydował dołączyć do marszu. Na placu Niepodległości był w centrum wydarzeń, jednak nie odgrywał wiodącej roli, pozostając w cieniu innych kandydatów: Andreja Sannikaua, Mikałaja Statkiewicza i Witala Rymaszeuskiego. Gdy przed północą milicja i wojsko dokonały brutalnej pacyfikacji demonstracji, Jarosław Romańczuk pozostał do końca na placu, jednak jako jedyny z obecnych tam wówczas kandydatów nie został aresztowany ani pobity. Następnie poszedł do domu i według sprzecznych doniesień, dotarł do swojego mieszkania. Około godziny 1. w nocy dzwonił do niego wiceprzewodniczący Zjednoczonej Partii Obywatelskiej Leu Marholin, wówczas Romańczuk był w swoim mieszkaniu i zapewnił, że wszystko jest w porządku.
Następnego dnia o godzinie 9:00 rano wziął udział w nadzwyczajnej konferencji prasowej. Była to decyzja nieoczekiwana dla jego współpracowników, ponieważ wcześniej ustalono termin konferencji na godzinę 12:00. Romańczuk wydał oświadczenie:

19 grudnia 2010 roku odbyła się demonstracja na placu Październikowym w Mińsku. Imprezę tę planowano przeprowadzić pokojowo, jako wyraz poglądów obywateli. Niestety, podczas mityngu na placu Październikowym M. Statkiewicz, A. Sannikau i W. Rymaszeuski wezwali i poprowadzili ludzi na plac Niepodległości. Zostały tam przez nich sprowokowane nieporządki i przeprowadzona próba zajęcia Domu Rządu. W niebezpieczeństwie znalazły się życia tysięcy ludzi. Ja, kandydat na prezydenta Jarosław Romańczuk, potępiam wzywanie do działań, które naruszają pokojowy charakter prowadzenia masowych akcji. Wydarzenia nocy 19 grudnia stworzyły zagrożenie dla życia ludzi. A. Sannikauowi, zachęcanemu przez jego żonę Irynę Chalip, bardzo chciało się zerwać delikatny dialog, jaki zawiązał się pomiędzy Białorusią i wspólnotą międzynarodową. Razem z Anatolem Labiedźką, przewodniczącym Zjednoczonej Partii Obywatelskiej, niejednokrotnie próbowaliśmy przekonać A. Sannikaua i M. Statkiewicza, by zrezygnowali z planów radykalnych działań, bo jestem pewien, że rewolucje na Białorusi rujnują demokrację. Masowe akcje z użyciem siły nie są w stanie stworzyć atmosfery dla pełnowartościowego dialogu społecznego

Oświadczenie było filmowane wyłącznie przez trzy państwowe białoruskie kanały telewizyjne: BT, ONT i STW. W czasie wystąpienia Romańczuk był blady. Oświadczenie czytał z kartki, czego zazwyczaj nie robił, nie podnosił wzroku, często mylił się czytając. Nagranie zostało w krótkim czasie wyemitowane przez państwowe, a później niezależne białoruskie media. W późniejszych godzinach Romańczuk podał wyjaśnienie, że wystąpił z nim, ponieważ pozostali kandydaci postąpili wbrew wcześniejszym ustaleniom z jego sztabem, a także po to, by uchronić Zjednoczoną Partię Obywatelską przed likwidacją przez władze. Według Lwa Marholina, zaraz po konferencji Romańczuk powiedział mu, że gdyby nie wydał tego oświadczenia, wszystko mogłoby potoczyć się znacznie gorzej, a także, że Łukaszenka wszystkich wgniecie w asfalt i że trzeba ratować Anatola (Labiedźkę – przyp. tłum.). W niezależnych mediach pojawiły się sugestie, że Romańczuk nie jest autorem treści oświadczenia i że władze wywarły na niego nacisk, by je odczytał. Przesłankami tu temu miało być zachowanie Romańczuka w trakcie wystąpienia, a także styl oświadczenia, całkowicie różny od stylu Romańczuka, za to bardzo podobny do stylu KGB-owskich publicystów. Sam Romańczuk, zapytany o to, odmówił odpowiedzi. Początkowo autentyczność oświadczenia potwierdziła Zjednoczona Partia Obywatelska, jednak kilka godzin później Narodowy Komitet partii wystosował rezolucję, w której uznał oświadczenie Romańczuka za nieuzasadnione i sprzeczne ze stanowiskiem partii.
O godzinie 15:00 tego samego dnia Jarosław Romańczuk został zaproszony na spotkanie z prezydentem Alaksandrem Łukaszenką, w czasie którego przywódca Białorusi rozmawiał z nim na temat współpracy ekonomicznej. Romańczuk odrzucił propozycję i zwrócił się z prośbą o uwolnienie aresztowanego Anatola Labiedźki.
22 grudnia Romańczuk, w swoim artykule opublikowanym w internecie, w zawoalowany sposób opisał wydarzenia, które miały miejsce w nocy z 19 na 20 grudnia:

Nocny dzwonek. Straszne spotkanie. Wyjaśnianie sytuacji. Prognoza perspektyw. Projekcja losów... Nerwy na granicy. Siły odchodzą. Mózg chaotycznie szuka najlepsze wyjście. Katastroficznie brakuje informacji. I czasu. Wybór, jak u człowieka, którego zjedzono – tylko góra albo dół. Główna motywacja – wyratować od więzienia jak najwięcej niewinnych ludzi. Czort z nią, z karierą polityczną. Przyszłość oceni. Rozstawi wszystkich i wszystko na swoich miejscach.

Tego samego dnia z tymczasowego aresztu w Żodzinie przedterminowo zwolniono Artura Romańczuka, krewnego Jarosława. Został on zatrzymany w czasie demonstracji na placu Niepodległości i skazany na 10 dni aresztu. Jako oficjalną przyczynę zwolnienia podano fakt, że Artur jest studentem zagranicznej uczelni wyższej.
Po wyborach Jarosław Romańczuk nie wykonywał obowiązków zastępcy przewodniczącego Zjednoczonej Partii Obywatelskiej. 21 września 2011 roku złożył podanie o wystąpienie z partii. Decyzję uzasadnił koniecznością poświęcania większej ilości czasu pracy eksperckiej.

## Poglądy i plan reform
Według Romańczuka polityka i ekonomia wzajemnie się przenikają. Ekonomia jest częścią polityki, a polityka jest sposobem na organizowanie społeczeństwa w kraju. Deklaruje przynależność do apologetów liberalnego austriackiego modelu ekonomii (przedstawiciele Ludwig von Mises, Murray Rothbard), za co jest krytykowany przez oponentów.
Przed wyborami opracował plan przekształceń ekonomicznych Białorusi. Zaproponował likwidację państwowych programów inwestycyjnych i ich prywatyzację, ograniczenie liczby ministerstw i wydatków publicznych na administrację, likwidację szeregu podatków i pozostawienie jedynie podatku od obrotu detalicznego, akcyzę na wyroby tytoniowe i alkohol oraz podatku od towarów energetycznych, a także zachowanie podatku socjalnego od funduszu płac.
Polityk optuje za integracją z Unią Europejską, jednak, zanim do tego dojdzie, należy wprowadzić wolności także z Rosją i Ukrainą. Pod wolnością Romańczuk rozumie wolny handel, przepływ kapitału, ludzi i usług. Na końcu możliwa jest integracja instytucjonalna.

## Publikacje
- Выбор экономического будущего (1999)
- Беларусь – типичный пример неоплановой экономики (2004)
- Беларусь: дорога в будущее. Книга для парламента (2005)
- Бизнес Беларуси. В круге первом (2006)
- Либерализм. Идеология счастливого человека (2007).
- Экономическая конституция Республики Беларусь (2007)
- В поисках экономического чуда (2008)